# Смирнов, Владимир Иванович (государственный деятель)
Владимир Иванович Смирнов (1908 — 1983) — советский хозяйственный, государственный и политический деятель.

## Биография
Родился в 1908 году. Член ВКП(б) с 1939 года.
С 1927 года — на хозяйственной, общественной и политической работе. В 1927—1962 гг. — землемер, землеустроитель, инженер, руководитель проектного бюро, старший экономист, прораб монтажных работ, инженер-наладчик, инженер-теплотехник, начальник турбинного цеха, заместитель управляющего, главный инженер электрокомбината, директор Безымянской теплоэлектростанции, управляющий «Куйбышевэнерго», председатель Исполнительного комитета Куйбышевского городского Совета, заместитель председателя, председатель СНХ Куйбышевского экономического административного района, председатель СНХ Омского экономического административного района.
Избирался депутатом Верховного Совета РСФСР 4-го созыва, Верховного Совета СССР 6-го созыва.
Умер 24 февраля 1983 года.

## Награды
Награжден орденом Ленина, двумя орденами Трудового Красного Знамени, двумя орденами «Знак Почёта», другими медалями.